# Энергетика Чечни
Энергетика Чечни — сектор экономики региона, обеспечивающий производство, транспортировку и сбыт электрической и тепловой энергии. По состоянию на декабрь 2020 года, на территории Чечни эксплуатировались две электростанций общей мощностью 361,3 МВт, в том числе одна тепловая электростанция и одна малая ГЭС. В 2019 году они произвели 705,5 млн кВт·ч электроэнергии. Особенностью энергетики региона является доминирование одной электростанции, Грозненской ТЭС, обеспечивающей практически весь объём выработки электроэнергии.

## История
Развитие электроэнергетики Чечни началось в конце 19 века и было связано с развитием нефтедобычи и нефтепереработки. Первая электростанция была построена при нефтеперегонном заводе в 1895 году, в следующем году при другом заводе заработала ещё одна станция. В 1904 году была построена электростанция мощностью 150 кВт на территории нефтеперегонного завода Владикавказской железной дороги. В 1912 году Товариществом грозненского нефтяного производства И. А. Ахвердов и Ко была построена электростанция с тремя генераторами общей мощностью 1800 л. с., работавшая с использованием газовых двигателей. В 1913 году обществом «Шпис» была введена в эксплуатацию работавшая на нефти паротурбинная электростанция мощностью 3,6 МВт, выдававшая электроэнергию по ЛЭП напряжением 20 кВ; после революции эта станция получила наименование ТЭЦ «Красная турбина».
В 1921 году была восстановлена пострадавшая вследствие Гражданской войны и разрухи ТЭЦ «Красная турбина», в 1925 году на ней был смонтирован четвёртый турбоагрегат, в результате мощность станции достигла 7,4 МВт. В 1923 году была построена дизельная электростанция «Красный дизель» мощностью 1520 л.с, в 1926 году — дизельной электростанции «Красный октябрь» мощностью 1800 л. с. В 1925—1926 году эти дизельные электростанции были включены в параллельную работу с ТЭЦ «Красная турбина» по линиям 20 кВ, став основой будущей Грозненской энергосистемы. Также в 1925 году была пущена электростанция в Гудермесе мощностью 525 кВт.
В 1929 году согласно плану ГОЭЛРО была введена в эксплуатацию ТЭЦ им. Коминтерна (Грозненская ТЭЦ-1). Первая очередь станции включала в себя два турбоагрегата мощностью по 5 МВт и два паровых котла. В 1932 году была пущена вторая очередь ТЭЦ в составе двух турбоагрегатов мощностью 5 и 10 МВт и двух котлов. В 1935 году был смонтирован еще один котел и турбоагрегат мощностью 15 МВт, в 1937 году — паровой котел и турбоагрегат мощностью 25 МВт. Таким образом, в 1937 году Грозненская ТЭЦ-1 достигла мощности 65 МВт, являясь крупнейшей на тот момент электростанцией на Северном Кавказе. Пуск мощной Грозненской ТЭЦ-1 позволил вывести из эксплуатации дизельные электростанции «Красный дизель» и «Красный октябрь».
В 1934 году Грозненская ТЭЦ-1 была соединена первой в регионе линией электропередачи напряжением 110 кВ с расположенной в Северной Осетии Гизельдонской ГЭС, образовав первую на Северном Кавказе межрегиональную энергосистему. В 1937 году все электростанции Чечено-Ингушской АССР были переданы из треста «Грознефтезавода» в ведение районного энергетического управления «Орджэнерго». Велась и электрификация сельской местности, до 1941 года в Чечено-Ингушской АССР было электрифицировано 9 селений.
В августе 1942 года большая часть оборудования Грозненской ТЭЦ-1 была эвакуирована, в работе остались два турбоагрегата. 10 сентября 1942 года в результате бомбардировки немецкой авиацией и последующего пожара станция была сильно повреждена. Восстановление Грозненской ТЭЦ-1 было завершено в 1944 году. В 1947 и 1951 годах на станции вводятся в эксплуатацию два новых турбоагрегата мощностью по 25 МВт.
В 1946 году в Грозном была создана контора «Сельэлектро», в результате деятельности которой только в 1946—1947 годах было построено 29 сельских электростанций. В 1948 году начинается строительство Новогрозненской ТЭЦ (Грозненской ТЭЦ-2), первый турбоагрегат станции был введён в эксплуатацию в 1952 году, а в 1960 году ТЭЦ была выведена на проектную мощность 280 МВт. До 1963 года Новогрозненская ТЭЦ была крупнейшей электростанцией на Северном Кавказе. В 1958 году энергообъекты региона (за исключением сельских) были переданы в состав вновь образованного районного энергетического управления «Грозэнерго». По состоянию на 1959 года, в составе «Грозэнерго» эксплуатировались электростанции общей мощностью 329 МВт, выработавшие за год 1545,9 млн кВт·ч электроэнергии.
В 1964 году в связи с ликвидацией «Сельэлектро» все ее активы были переданы «Грозэнерго». Начинается активная электрификация сельской местности, в результате чего постепенно было выведено из эксплуатации большое количество небольших электростанций (в 1965 году в Чечено-Ингушской АССР имелось 387 электростанций общей мощностью 432 МВт). Задача электрификации сельских районов была в основном решена к 1972 году.
В 1962 году была введена в эксплуатацию Шалинская (Аргунская, Грозненская-4) ТЭЦ мощностью 12 МВт. В 1965—1967 годах были пущены турбоагрегаты Грозненской ТЭЦ-3. По состоянию на 1990 год, в составе «Грозэнерго» имелись четыре тепловые электростанции общей мощностью 497 МВт: Грозненская ТЭЦ-1 (68 МВт), ТЭЦ-2 (317 МВт), ТЭЦ-3 (100 МВт) и Аргунская ТЭЦ (12 МВт), выработка электроэнергии в этом году составила 2754 млн кВт·ч.
В ходе двух чеченских войн все электростанции Чечни были разрушены. В 2004 году была предпринята попытка восстановления Аргунской ТЭЦ, произведен пробный пуск одного из турбоагрегатов, но впоследствии оборудование было признано непригодным к эксплуатации. В 2014 году была введена в эксплуатацию Кокадойская МГЭС мощностью 1,3 МВт на реке Аргун. В 2017 году на площадке разрушенной ТЭЦ-3 было начато строительство Грозненской ТЭС мощностью 360 МВт, оборудование станции было введено в эксплуатацию в 2018—2019 годах.
Ведётся строительство Кировской МГЭС мощностью 0,5 МВт, запланировано создание Наурской СЭС мощностью 5 МВт и Башенной МГЭС мощностью 10 МВт.

## Генерация электроэнергии
По состоянию на конец 2020 года, на территории Чечни эксплуатировались две электростанции общей мощностью 361,3 МВт. В их числе одна тепловая электростанция — Грозненская ТЭС и одна малая гидроэлектростанция — Кокадойская МГЭС. Особенность электроэнергетики региона — резкое доминирование одной электростанции, Грозненской ТЭС, на которую приходится почти весь объём выработки электроэнергии.

### Грозненская ТЭС
Расположена в г. Грозном, построена на площадке разрушенной в ходе боевых действий Грозненской ТЭЦ-3. Представляет собой блочную газотурбинную электростанцию, в качестве топлива использует природный газ. Одна из самых новых электростанций России, введена в эксплуатацию в 2018—2019 годах. Установленная электрическая мощность станции — 360 МВт, фактическая выработка электроэнергии в 2019 году — 697,6 млн кВт·ч. Основное генерирующее оборудование станции скомпоновано в два энергоблока, включает в себя две газотурбинные установки мощностью 176 МВт и 184 МВт. Принадлежит ПАО «ОГК-2».

### Кокадойская МГЭС
Расположена в Итум-Калинском районе, на реке Аргун. Введена в эксплуатацию в 2014 году. Установленная мощность станции — 1,3 МВт, фактическая выработка электроэнергии в 2019 году — 7,9 млн кВт·ч. В здании ГЭС установлен один гидроагрегат. Принадлежит ГУП «Чеченская генерирующая компания».

## Потребление электроэнергии
Потребление электроэнергии в Чечне (с учётом потребления на собственные нужды электростанций и потерь в сетях) в 2019 году составило 3044,5 млн кВт·ч, максимум нагрузки — 531 МВт. Таким образом, Чечня является энергодефицитным регионом по электроэнергии и мощности. В структуре потребления электроэнергии в регионе лидирует потребление населением — 32 %, потребление промышленностью составляет 18 %, значительную долю составляют потери в сетях — 4 %. Крупнейшие потребители электроэнергии (по итогам 2019 года): ГУП «Чеченцемент» — 101,1 млн кВт·ч, ПАО «Мегафон» — 23,7 млн кВт·ч, ОАО «Грознефтегаз» — 18,4 млн кВт·ч. Функции гарантирующего поставщика электроэнергии выполняет АО «Чеченэнерго».

## Электросетевой комплекс
Энергосистема Чечни входит в ЕЭС России, являясь частью Объединённой энергосистемы Юга, находится в операционной зоне филиала АО «СО ЕЭС» — «Региональное диспетчерское управление энергосистем республик Северного Кавказа и Ставропольского края» (Северокавказское РДУ). Энергосистема региона связана с энергосистемами Ставропольского края по двум ВЛ 110 кв и одной ВЛ 35 кВ, Северной Осетии по одной ВЛ 330 кВ и двум ВЛ 110 кВ, Ингушетии по четырём ВЛ 110 кВ, Дагестана по одной ВЛ 330 кВ, трём ВЛ 110 кВ и одной ВЛ 35 кВ.
Общая протяженность линий электропередачи напряжением 110—330 кВ составляет 1290,5 км, в том числе линий электропередачи напряжением 330 кВ — 207,9 км, 110 кВ — 1082,6 км. Магистральные линии электропередачи напряжением 220—500 кВ эксплуатируются филиалом ПАО «ФСК ЕЭС» — «Северо-Кавказское ПМЭС», распределительные сети напряжением 110 кВ и ниже — филиалом ПАО «Россети Северный Кавказ» — «Чеченэнерго» (в основном) и территориальными сетевыми организациями.